# Hakkâri (provincie)
Hakkâri is een provincie in Turkije. De provincie is 7121 km² groot en heeft 275.761 inwoners (2017). De hoofdstad is het gelijknamige Hakkâri (voorheen Çölemerik geheten). Vooral vanuit deze provincie kwamen vaak berichten dat de Koerden stelselmatig onderdrukt werden door de Turkse politie en paramilitaire groeperingen in de jaren 80’ en 90’.
Nog altijd worden de Koerden onderdrukt en wordt de regio gekenmerkt door politie patrouilles en militaire checkpoints. Daarnaast zijn er dagelijks terreuraanvallen van de verboden Koerdische partij, de PKK. Door de oorlog werden er in het verleden duizenden inwoners in sommige districten van Hakkâri verplaatst, vaak onder dwang van Turkse militaire eenheden. Ook werd er meermaals een straatverbod ingesteld. Dit werd gedaan door de Turkse overheid om het aantal burgerlijke slachtoffers te verminderen in hun strijd tegen de PKK, maar in de praktijk wordt diezelfde burgerbevolking juist slachtoffer van de Turkse militaire acties.

## Geschiedenis
Hakkari werd door de eeuwen door verschillende rijken en volkeren geregeerd. Van de Arameeërs/Assyriërs tot de Ottomanen. 
In de 19e eeuw vonden er meerdere moordpartijen plaats tegen de Aramese/Assyrische bevolking in Hakkari. De afslachtingen werden uitgevoerd door de Koerdische emir van Bohtan en Hakkari, Bedr Khan Bey.
Later in april 1915 vielen de Jonge Turken gemakkelijk Gawar binnen met behulp van Koerdische stammen, een gebied van Hakkari en slachtten de volledige Aramese/Assyrische bevolking af. Voorafgaand hieraan, in oktober 1914, werden 71 mensen in Gawar gearresteerd en meegenomen naar het lokale regeringscentrum in Bashkalla waar ze vermoord werden. Ook in april omringden Koerdische troepen het dorp van Tel Mozilt en namen 475 mensen (onder hen Reverend Gabrial, de beroemde roodgebaarde priester) gevangen. De volgende ochtend werden de gevangenen in rijen van vier naast elkaar neergeschoten. Discussies ontstonden tussen de Turken en de Ottomaanse officieren over wat er gedaan moest worden met de vrouwen die achterbleven. Uiteindelijk besliste het leger ze ook te doden.

## Bestuurlijke indeling

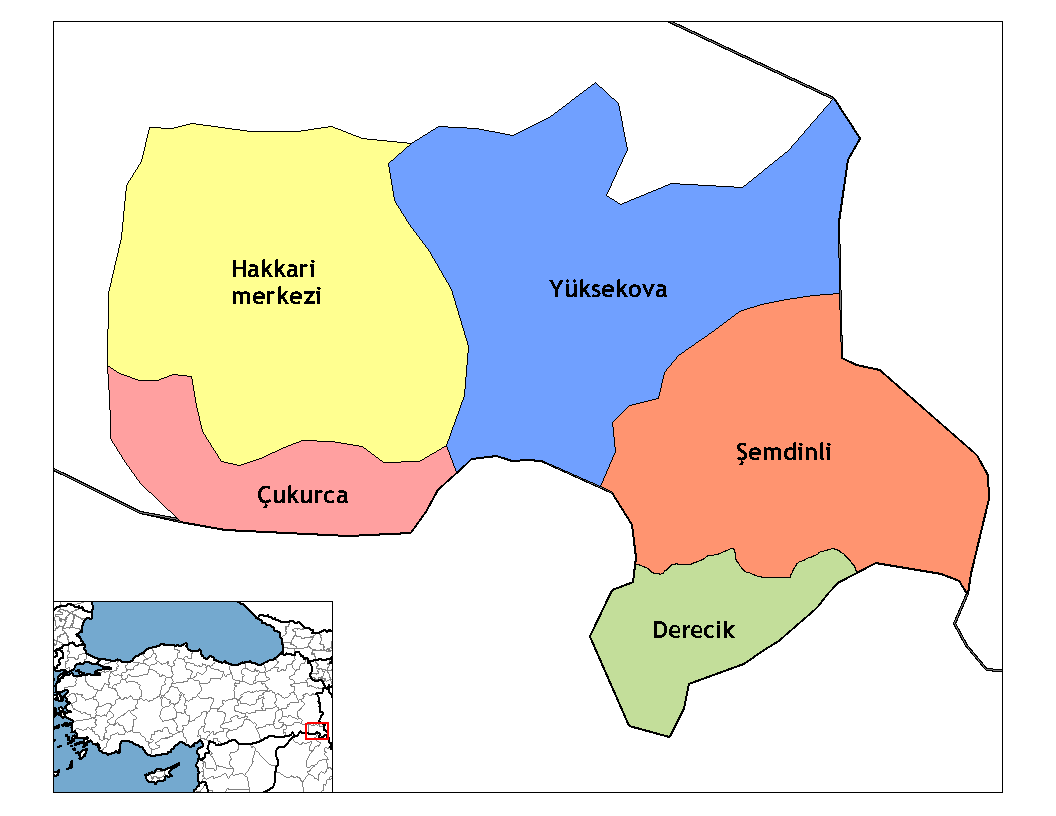
Districten van Hakkâri

### Districten
De provincie bestaat uit de volgende vijf districten:
| - Çukurca - Derecik (afgescheiden van Şemdinli sinds 2018) - Hakkâri - Şemdinli - Yüksekova |